# Zygosporium tuberculatum
Zygosporium tuberculatum är en svampart som beskrevs av Subram. & Bhat 1989. Zygosporium tuberculatum ingår i släktet Zygosporium, divisionen sporsäcksvampar och riket svampar.   Inga underarter finns listade i Catalogue of Life.